# Nhà báo & Công luận
Nhà báo & Công luận là một ấn phẩm của Hội Nhà báo Việt Nam chuyên về kinh tế, chính trị, xã hội Việt Nam nhằm mục đích tuyên truyền đường lối của Đảng, chính sách, pháp luật của Nhà nước.

## Lịch sử
Nhà báo & Công luận xuất bản số đầu tiên vào ngày 10 tháng 7 năm 1996. Ấn phẩm ra đời từ việc Hội Nhà báo Việt Nam định hướng xây dựng một tờ báo góp phần quảng bá, tuyên truyền sâu rộng về Hội và báo giới Việt Nam, đáp ứng được nhu cầu thông tin của độc giả về lĩnh vực báo chí. Vào năm 2023, nhóm bài viết đăng trên Nhà báo & Công luận đã đoạt hạng C và Khuyến khích tại Giải Báo chí quốc gia lần thứ XVII.